# Laura Latini
Laura Latini (Roma, 3 novembre 1969 – Roma, 19 agosto 2012) è stata una doppiatrice italiana.

## Biografia
Figlia del doppiatore Franco Latini e della dialoghista Maria Pinto, nonché sorella maggiore dei doppiatori Ilaria Latini e Fabrizio Vidale, madre della doppiatrice Carolina Gusev, e zia materna dei doppiatori Riccardo, Emanuele e Sofia Suarez. Laura Latini ha prestato la sua voce a molte attrici in serie televisive: Katherine Heigl in Roswell, Chyler Leigh in Grey's Anatomy e Megan Mullally in Will & Grace.
Si aggiudica il Premio Voci nell'ombra per due volte: nel 2001 per il suo doppiaggio di Katherine Heigl in Roswell, e nel 2004 per quello di Megan Mullally in Will & Grace (dopo la sua scomparsa, viene sostituita da Roberta De Roberto). Tra le numerose attrici doppiate al cinema si annoverano Thora Birch, Jennifer Love Hewitt, Hilary Swank e Charlotte Gainsbourg.     
Dagli anni 1970 agli anni 1980 ha dato la voce a Ciop della Banda Disney sostituendo Giuliana Maroni, per poi passare il ruolo a Teo Bellia.
È morta a Roma il 19 agosto 2012, all'età di 42 anni, a causa di un tumore. I funerali si sono svolti il 21 agosto nella Chiesa degli artisti a piazza del Popolo. Riposa al cimitero del Verano, accanto al padre Franco.

## Doppiaggio

### Film
- Regina Hall in Scary Movie, Scary Movie 2, Scary Movie 3 - Una risata vi seppellirà, Scary Movie 4, Il funerale è servito, The Honeymooners, Superhero - Il più dotato fra i supereroi
- Annelise Hesme in Alexander
- Crista Flanagan in Epic Movie
- Diora Baird in Horror Movie
- Heather Graham in Una notte da leoni
- Jessica Alba in Appuntamento con l'amore
- Jessica Simpson in Hazzard
- Sarah Silverman in Scuola per canaglie
- Jennifer Love Hewitt in Sister Act 2 - Più svitata che mai, Heartbreakers - Vizio di famiglia
- Robin Tunney in Matrimonio impossibile, The Burning Plain - Il confine della solitudine
- Sibel Kekilli ne La sposa turca
- Hilary Swank in Ore 11:14 - Destino fatale
- Amber Heard in The Informers - Vite oltre il limite
- Melissa Joan Hart in Drive Me Crazy
- Sarah Carter in DOA: Dead or Alive
- Moran Atias in The Next Three Days
- Ginnifer Goodwin in Il bacio che aspettavo
- Amy Adams in Bella da morire
- Oksana Akin'šina in Lilja 4-ever
- Drew Sidora in Step Up
- Piper Perabo in Imagine Me & You e Le ragazze del Coyote Ugly
- Stacey Dash in 2 Young 4 Me - Un fidanzato per mamma
- Kathryn Hahn in Quell'idiota di nostro fratello
- Crystle Lightning in American Pie Presents: Band Camp
- Judy Greer in American Dreamz
- Molly Ringwald in Sixteen Candles - Un compleanno da ricordare

### Film d'animazione
- Bon Bon in Piccolo Nemo - Avventure nel mondo dei sogni
- Gnatty in Thumbelina (Pollicina)
- Fritz ne La favola del principe schiaccianoci
- Nerdluck Nawt in Space Jam
- Fievel Toposkovich in Fievel - Il tesoro dell'isola di Manhattan
- Lola Bunny in Titti turista tuttofare
- Bella Addormentata in Shrek terzo
- Mudbud in Supercuccioli sulla neve[5], Supercuccioli nello spazio[6], Supercuccioli a Natale - Alla ricerca di Zampa Natale[7], Supercuccioli - Un'avventura da paura![8], Supercuccioli a caccia di tesori[9]
- Dijonay Jones in La famiglia Proud - Il film
- Vicky in Lupin III - Walther P38
- Rita Malone in Giù per il tubo
- Rita, fidanzata di Ray ne Le avventure di Sammy
- Veemon in Digimon - Il film
- Liva e Sciol ne I Magotti e la pentola magica
- Suzy in Shrekkati per le feste

### Serie televisive
- Emma Caulfield in Buffy l'ammazzavampiri, Detective Monk, Il fantasma di San Valentino
- Leisha Hailey in The L Word
- Katherine Heigl in Roswell
- Tamala Jones in Castle
- Megan Mullally in Will & Grace (s. 1-8)
- Katherine Parkinson in IT Crowd
- Mía Maestro in Alias
- Essence Atkins in Sabrina, vita da strega
- Macy Gray in Raven
- Adrienne Wilkinson in Xena - Principessa guerriera
- Tammy Lynn Michaels in Popular
- A.J. Cook in Tru Calling
- Mary-Louise Parker in West Wing - Tutti gli uomini del presidente
- Rachel Nichols in Criminal Minds
- Chyler Leigh in Grey's Anatomy
- Lauren Ambrose in Six Feet Under
- Daphne Millbrook in Heroes
- Billie Piper in Diario di una squillo per bene
- Rutina Wesley in True Blood
- Stefanie Schmid in Delta Team
- Megan Henning in Settimo cielo
- Charisma Carpenter in Veronica Mars
- Kristin Chenoweth in Pushing Daisies
- Rosmeri Marval in Non può essere!
- Elisha Cuthbert in 24, The Forgotten
- Devon Sortari in Una mamma per amica
- Sasha Alexander in Dawson's Creek
- Serinda Swan in Smallville
- Emilia Fox in Merlin

### Serie animate
- Gwen (1ª voce) in A tutto reality - L'isola, A tutto reality - Azione!, A tutto reality - Il tour, A tutto reality - La vendetta dell'isola
- Ralph Winchester (2ª voce, st.4-5), Sherri e Terri (2ª voce), Martin Prince (ep.9.14) in I Simpson
- Henry in Horrid Henry
- Baby Pom in Fimbles
- Angel in Lilo & Stitch
- Teresa (1ª parte di epis.) in Tre gemelle e una strega
- Juanito Jones in Juanito Jones
- Pierre in La piccola Lulù
- Haruhara Haruko/Haruha Raharu in FLCL
- Pollun (ep. 41-49) in Pretty Cure
- Linny in Wonder Pets
- Moncicciò in Monciccì (1982)
- Hideto Suzuri in Battle Spirits - Dan il Guerriero Rosso, Battle Spirits - Brave
- Agura in Hot Wheels Battle Force 5: Fused
- Kitty Ko (1ª voce) in I Fantaeroi
- Dijonay Jones in La famiglia Proud
- Fizz in Tweenies
- Adam Lyon in Quella scimmia del mio amico
- Susie Carmichael in I Rugrats
- Ranma ragazza (2ª voce) in Ranma ½
- Cocco in Animaniacs
- Trottola (1ª voce) in Bob aggiustatutto
- Mildred "Millie" Buronburger in Kid vs. Kat - Mai dire gatto
- Courtney Gripling in Ginger
- Huey e Riley Freeman in The Boondocks
- Abi-hime in Inuyasha
- Washu Hakubi in Chi ha bisogno di Tenchi?
- Henry Wiggins in Il mondo di Henry
- Tiny in Little Robots
- Pixie in Pixi, Dixi e Ginxi
- Blinky Bill in Blinky Bill
- Gazelle (1ª voce) in Inazuma Eleven
- Hansel e Gretel in Black Lagoon
- Hitomi Saionji in UFO Baby
- Blue in Wolf's Rain
- Austin ne Gli zonzoli
- Gwen Stacy in Spider-Man - L'Uomo Ragno
- Danny e E-77 Lucky in Sonic X
- Mitzi in I fratelli Koala
- Matias in Capitan Planet e i Planeteers

### Videogiochi
- Kim Bauer in 24: The Game[10]